# Catacombe van Sint-Laurentius

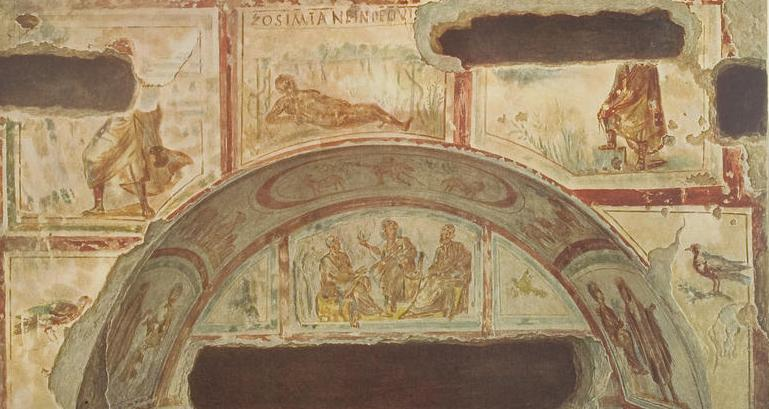
Arcosolium in de catacombe met beschilderingen van bijbelse taferelen

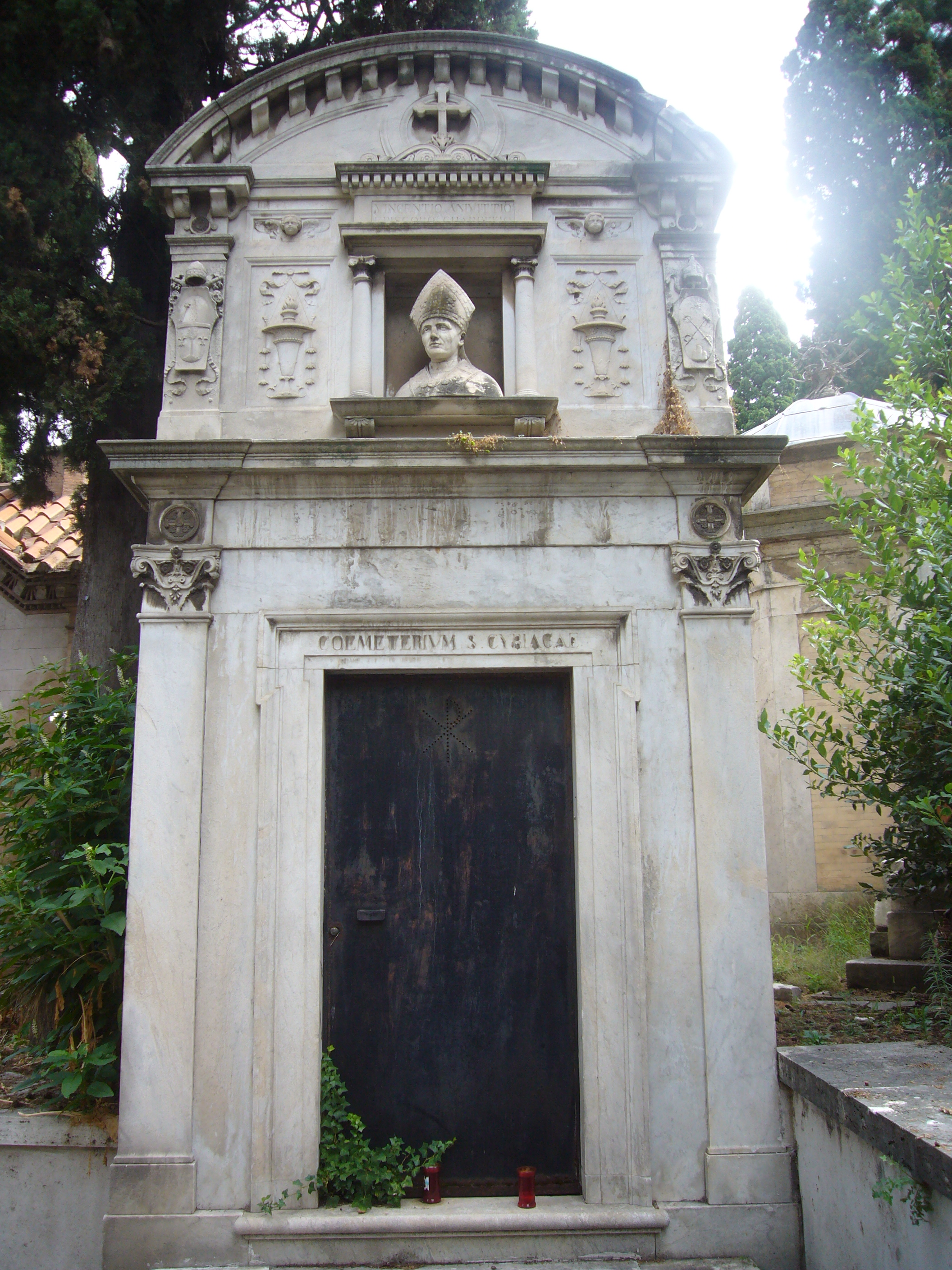
Een toegangsgebouw van de catacombe

De Catacombe van Sint-Laurentius, Sint-Laurentiuscatacombe of Cyriaca-catacombe (Italiaans: Catacomba di San Lorenzo of Catacomba di Ciriaca) is een van de catacombecomplexen in de Italiaanse stad Rome. De catacombe ligt nabij de Via Tiburtina, onder de huidige basiliek van Sint-Laurens buiten de Muren, in de moderne wijk Tiburtino.

## Toponiem
De catacombe wordt in oude documenten met twee namen genoemd. De meest wijdverbreide en bekende is Sint-Laurentius, verwijzend naar de bekendste martelaar begraven op de ondergrondse begraafplaats. De Depositio martyrum (midden van de 4e eeuw) herinnert aan zijn begrafenis op 10 augustus met deze voorwaarden: quarto idus Augustas Laurentii in Tiburtina ("10 augustus Laurentius in Tiburtina"). Deze bron vermeldt niet de naam van de begraafplaats, een teken dat het toen al geïdentificeerd was met de naam van de martelaar. Andere bronnen identificeren de catacombe in plaats daarvan met de naam van Cyriaca, eigenaar van het land waarop de begraafplaats werd uitgegraven: dus het Liber pontificalis, en een passio van Sint-Laurentius uit de zesde eeuw, die de begrafenis van de martelaar specificeert met "in via Tiburtina in het land van de weduwe Cyriaca aan de voet van de Verano". In andere latere bronnen (8e eeuw) wordt Cyriaca beschreven als "gezegend".
In de catacombe werden in 1947-1949 de heiligdommen van twee andere martelaren, Abbondio en Erennio, ontdekt.

## Geschiedenis
De Catacombe van Sint-Laurentius is een van de weinige Romeinse catacomben waarvan geen sporen verloren zijn gegaan, maar altijd bezocht werden door pelgrims en ook door corpisantari (relikwiezoekers). Dit is een van de redenen, samen met de bombardementen van de Tweede Wereldoorlog en de aanleg van de begraafplaats van Verano, die resulteerde in een slechte staat van conservatie.
De martelaar Laurentius werd gedood op 10 augustus van het jaar 258 en begraven op de begraafplaats aan de Via Tiburtina. Een paar decennia later liet keizer Constantijn een oratorium bouwen op het graf van de martelaar, waarbij hij de topografie van de begraafplaats aanpaste om een pad voor pelgrims te creëren dat hen in staat zou stellen er gemakkelijker toegang toe te krijgen. Bovendien liet de keizer een grote ronde basiliek bouwen in de buurt van het oratorium (zoals hij bouwde in Sint-Agnes buiten de muren), later ecclesia maior genoemd.
Drie pausen uit de vijfde eeuw besloten om in de buurt van de crypte van de martelaar te worden begraven: Zosimus, Sixtus III en Hilarius; van deze drie graven zijn geen sporen gevonden. In het bijzonder liet Hilarius verschillende bouwwerken bouwen, waaronder een klooster, baden voor pelgrims, een bibliotheek en een bisschoppelijk verblijf. Vervolgens hebben andere pausen het begraafplaatscomplex in handen gekregen: paus Simplicius (468-483) liet een kerk bouwen in de buurt van het oratorium gewijd aan de heilige Stefanus, de protomartelaar; paus Felix III (483-492) liet nog een kerk bouwen, gewijd aan Sint-Agapito, metgezel van Laurentius; ten slotte besloot paus Pelagius II (579-590) een nieuwe basiliek te bouwen op de plaats van de Constantijnse kapel, dat wil zeggen direct op het martelaarsgraf. Dit laatste gebouw zal door de bronnen ecclesia minor worden genoemd, om het te onderscheiden van het Constantijnse: het werd ingebed in de Verano-heuvel en zo semi-hypogeum worden (zoals Sint-Agnes buiten de muren).
De barbaarse invasies dwongen de begraafplaats om te worden omgevormd tot een echte versterkte citadel met muren en torens. Paus Adrianus I (772-795) herstelde de Constantijnse basiliek (voortaan gewijd aan de Sanctae Dei Genetricis) en de twee kerken van Sint-Stefanus en Sint-Agapito. De transformatie van het complex vond plaats met paus Honorius III aan het begin van de 13e eeuw: hij bouwde een nieuwe basiliek als uitbreiding van de Pelagische, die op zijn beurt werd omgevormd tot de pastorie van de nieuwe.
Op de ondergrondse begraafplaats zijn de informatie en beschrijvingen van Antonio Bosio in 1593 en getranscribeerd in zijn "Roma sotterranea" waardevol, vooral omdat hij een gedetailleerd beschrijvend verslag heeft nagelaten van delen van de catacomben die nu zijn vernietigd of niet langer traceerbaar zijn. Andere ontdekkingen werden gedaan in de 18e eeuw door Marcantonio Boldetti en Giovanni Marangoni. De eerste studies dateren uit de negentiende eeuw met Giovanni Battista de Rossi, die zich vooral wijdde aan de analyse van het geheugen van de crypte van Sint-Laurentius.

## Beschrijving
De catacombe is verdeeld over vijf niveaus en kan worden bezocht vanaf de drie ingangen in de huidige basiliek van Sint-Laurens buiten de Muren. Vanwege de historische perikelen zijn de monumentale getuigenissen en afbeeldingen schaars en is het bezoek beperkt tot een afgebakend gebied van de begraafplaats.
We weten uit het Liber Pontificalis dat de ondergrondse tombe van Sint-Laurentius in de tijd van Constantijn werd gemonumentaliseerd met de bouw van een apsis, het gebruik van kostbaar marmer, de bouw van poorten en roosters om de tombe te verzegelen. Van dit alles is niets teruggevonden bij de archeologische opgravingen die na de oorlog zijn uitgevoerd. In plaats daarvan hebben de opgravingen door Krautheimer de identificatie mogelijk gemaakt van een ander openlucht martelarenheiligdom, gewijd aan de heiligen Abbondio en Erennio, dat in de middeleeuwen nog steeds in gebruik was.